# کارفسیلین
کارفسیلین (انگلیسی: Carfecillin) یک آنتی بیوتیک بتالاکتام است. این دارو یک مشتق فنیل از کاربنی سیلین است که به عنوان یک پیش‌دارو عمل می‌کند.